# EUR-Lex
EUR-Lex este baza de date online oficială a legislației Uniunii Europene și a altor documente publice ale Uniunii Europene (UE), publicată în 24 de limbi oficiale ale UE. Jurnalul Oficial (JO) al Uniunii Europene este, de asemenea, publicat pe EUR-Lex. Utilizatorii pot accesa EUR-Lex gratuit și se pot înregistra, de asemenea, pentru un cont gratuit, care oferă funcții suplimentare.
Platforma este gestionată de Oficiul pentru Publicații al Uniunii Europene și are ca scop facilitarea transparenței, a informării publice și a aplicării corecte a dreptului european.

## Conținut
Deși fiecare document (și fiecare versiune lingvistică) reprezintă o parte individuală a bazei de date, conținutul este grupat în sectoare. În prezent, există 12 sectoare, fiecare fiind reprezentat printr-un număr sau o literă:
- 1 – Tratatate
- 2 – Acorduri internaționale
- 3 – Acte legislative
- 4 – Legislație complementară
- 5 – Documente pregătitoare
- 6 – Jurisprudență
- 7 – Măsuri naționale de transpunere
- 8 – Referințe la jurisprudența națională privind dreptul UE
- 9 – Întrebări parlamentare
- 0 – Texte consolidate
- C – Alte documente publicate în seria C a Jurnalului Oficial
- E – Documente EFTA

### Jurnalul Oficial al Uniunii Europene
În 1998, Jurnalul Oficial al Uniunii Europene a început să fie publicat online pe EUR-Lex. Începând cu 1 iulie 2013, versiunea digitală a Jurnalului Oficial are valoare juridică, iar versiunea tipărită este imprimată doar la cerere. Ediția electronică a JO (e-JO) are o semnătură electronică ce garantează autenticitatea, integritatea și inalterabilitatea sa.

### Dreptul Uniunii Europene
EUR-Lex oferă acces la întreaga legislație a UE, în special prin sectoarele 3 (acte legislative) și 4 (legislație complementară). Printre principalele acte juridice disponibile se numără directivele, regulamentele, deciziile și tratatele UE (sectorul 1).
Legislația este disponibilă și în format consolidat (sectorul 0), ce reunește într-un singur document actul de bază împreună cu toate modificările și rectificările ulterioare. Aceste versiuni consolidate nu au valoare juridică și sunt concepute pentru consultare.
Sectorul 7 oferă acces la măsurile naționale de transpunere ale actelor europene și permite verificarea modului în care legislația UE este aplicată în fiecare stat membru.

### Documente pregătitoare și proceduri legislative
Baza de date include și documente premergătoare adoptării actelor juridice, precum propuneri legislative, rapoarte, cărți verzi și cărți albe (sectorul 5). Unele propuneri nu depășesc niciodată faza pregătitoare, dar sunt totuși disponibile pentru consultare.
Fiecare procedură legislativă este prezentată în EUR-Lex sub forma unei cronologii însoțite de o listă de evenimente și documente relevante.

### Jurisprudența UE
Aceste documente sunt emise de Curtea de Justiție a Uniunii Europene și alcătuiesc sectorul 6. Ele includ, printre altele, hotărâri, ordonanțe, decizii și opinii ale Avocaților Generali.

## Identificatori

### CEDEX
Numărul CELEX este identificatorul unic atribuit unui document (fără a ține cont de limba documentului). Numărul CELEX este alcătuit din diferite părți, care variază ușor în funcție de tipul de document. De cele mai multe ori, este vorba despre următoarele 4 părți: sector – an – tip de document – numărul documentului. 
De exemplu, numărul CELEX al directivei privind deșeurile de echipamente electrice și electronice este 32012L0019 și este alcătuit din 4 părți:
- sector: 3 (pentru actele juridice)
- an: 2000 (anul de publicare în Jurnalul Oficial)
- tip de document: L (pentru directive)
- numărul documentului: 0019 (numărul de publicare în Jurnalul Oficial)

### ECLI
ECLI este identificatorul standardizat al hotărârilor judecătorești din Uniunea Europeană și din statele membre. A fost introdus pentru a facilita accesul, regăsirea, citarea și conectarea jurisprudenței europene și naționale, într-un format care poate fi citit atât de oameni, cât și de sisteme informatice. De exemplu, ECLI:EU:C:2014:317 este identificatorul unei hotărâri a Curții de Justiție a Uniunii Europene, emisă în 2014.
Identificatorul ECLI este format din 5 părți fixe, separate prin două puncte (:), în următoarea ordine:
1. abrevierea ECLI
2. codul țării (ex. EU pentru Uniunea Europeană)
3. codul instanței (abreviere stabilită național sau la nivel UE)
4. anul hotărârii (4 cifre)
5. un număr unic de identificare (cel mult 25 de caractere, inclusiv puncte).

### ELI
ELI este identificatorul standardizat al legislației online, atât la nivelul Uniunii Europene, cât și în cadrul statelor membre. Acesta a fost introdus în 2012 și facilitează accesul, regăsirea și reutilizarea legislației online cu ajutorul unui format compatibil cu motoarele de căutare și aplicațiile informatice (ex. http://data.europa.eu/eli/dec/2009/496/oj).
ELI utilizează URI-uri (identificatori uniformi de resurse) cu protocolul HTTP, care pot fi înțelese atât de utilizatorii umani, cât și de sistemele automate.
La nivelul UE, ELI este aplicat în special pentru:
- actele legislative publicate în seria L a Jurnalului Oficial (regulamente, directive, decizii);
- texte consolidate, rezultate din integrarea actului de bază cu modificările ulterioare;
- subdiviziunile unui act: preambul, considerente, articole și altele.

## Funcționalități
| Funcționalitate                                                       | Utilizatori neînregistrați | Utilizatori înregistrați       |
| --------------------------------------------------------------------- | -------------------------- | ------------------------------ |
| Căutare simplă și avansată (referințe, date, conținut text, metadate) | DA                         | DA                             |
| Căutare expert (operatori Boolean, câmpuri multiple, expresii exacte) | NU                         | DA                             |
| Afișare și descărcare HTML, PDF, XML                                  | DA                         | DA                             |
| Afișare paralelă a mai multor versiuni lingvistice                    | DA                         | DA                             |
| Salvarea documentelor și căutărilor                                   | NU                         | DA (stocate în cont)           |
| Preferințe site, căutare, export, imprimare                           | NU                         | DA                             |
| Fluxuri RSS                                                           | DA (doar predefinite)      | DA (personalizate din căutări) |

## N-Lex
N-Lex este un portal comun dezvoltat de Oficiul pentru Publicații al Uniunii Europene, în colaborare cu statele membre, care oferă acces centralizat la legislația națională a țărilor UE ca o măsură de transparență. Lansat în 2006 ca proiect pilot, N-Lex permite utilizatorilor să caute în bazele de date juridice naționale printr-o interfață unificată.
Prin intermediul N-Lex, utilizatorii pot:
- să căute acte normative în vigoare sau abrogate din legislația fiecărui stat membru;
- accesa site-urile legislative naționale fără a cunoaște limba respectivă, datorită traducerii interfeței;
- utiliza criterii de căutare similare celor din EUR-Lex (tip de document, dată, cuvinte-cheie etc.).

Rezultatele provin din bazele de date juridice ale fiecărui stat membru, ceea ce înseamnă că structura și conținutul pot varia semnificativ de la o țară la alta și că nu toate documentele legislative sunt traduse.

## Tipuri de documente disponibile în EUR-Lex
Fiecare tip de document are un descriptor. Descriptorii pot avea 1 sau 2 litere. 
| Sector | Descriptor | Tip de document | Autor                                                          |
| ------ | ---------- | --- | -------------------------------------------------------------- |
| 1      | K          | Tratatul de instituire a Comunității Europene a Cărbunelui și Oțelului (Tratatul CECO) 1951 |                                                                |
| 1      | A          | Tratatul de instituire a Comunității Europene a Energiei Atomice (Tratatul CEEA sau Euratom) (1957); Versiunile consolidate ale Tratatului Euratom (2010, 2012, 2016) |                                                                |
| 1      | E          | Tratatul de instituire a Comunității Economice Europene (Tratatul CEE sau Tratatul de la Roma) (1957); Tratatul de instituire a Comunității Europene (TCE sau Tratatul CE) (1992) Versiunile consolidate ale Tratatului CE (1997, 2002, 2006); Tratatul privind funcționarea Uniunii Europene (TFUE) (2008) Versiunile consolidate ale Tratatului TFUE(2010, 2012, 2016) |                                                                |
| 1      | F          | Tratatul de la Bruxelles sau Tratatul de fuziune (1965); Tratatul de la Luxemburg sau Tratatul de modificare a anumitor dispoziții bugetare (1970) |                                                                |
| 1      | B          | Tratatul de aderare a Danemarcei, Irlandei, Norvegiei și Regatului Unit (1972) |                                                                |
| 1      | R          | Tratatul de modificare a anumitor dispoziții financiare (1975); Tratatul de modificare a anumitor dispoziții ale Protocolului privind Statutul Băncii Europene de Investiții (1975) |                                                                |
| 1      | H          | Tratatul de aderare a Greciei (1979) |                                                                |
| 1      | I          | Tratatul de aderare a Spaniei și Portugaliei (1985) |                                                                |
| 1      | G          | Tratatul privind Groenlanda (1985) |                                                                |
| 1      | U          | Actul Unic European (AUE) (1986) |                                                                |
| 1      | M          | Tratatul privind Uniunea Europeană (TUE sau Tratatul de la Maastricht) Versiunile consolidate (1992, 1997, 2002, 2006, 2008, 2010, 2012, 2016); Tratatul de la Amsterdam (1997); Tratatul de la Nisa (2002); Tratatul de la Atena (2006); Tratatul de la Lisabona (2008) Versiunile consolidate ale Tratatului de la Lisabona (2010, 2012)                               |                                                                |
| 1      | N          | Tratatul de aderare a Austriei, a Finlandei și a Suediei (1994) |                                                                |
| 1      | D          | Tratatul de la Amsterdam (1997) |                                                                |
| 1      | C          | Tratatul de la Nisa (2001) |                                                                |
| 1      | T          | Tratatul de aderare a Republicii Cehe, a Estoniei, a Ciprului, a Letoniei, a Lituaniei, a Ungariei, a Maltei, a Poloniei, a Sloveniei și a Slovaciei (2003) |                                                                |
| 1      | V          | Tratatul de instituire a unei Constituții pentru Europa (2004) |                                                                |
| 1      | S          | Tratatul de aderare a Republicii Bulgaria și a României (2005) |                                                                |
| 1      | L          | Tratatul de la Lisabona (2007) |                                                                |
| 1      | P          | Carta drepturilor fundamentale a Uniunii Europene Versiunile consolidate a cartei drepturilor fundamentale (2007, 2010, 2012, 2016) |                                                                |
| 1      | J          | Tratatul de aderare a Croației (2012) |                                                                |
| 1      | W          | Acordul de retragere dintre UE și Regatul Unit (2019) |                                                                |
| 1      | X          | Tratatul de modificare a anumitor dispoziții ale Protocolului privind Statutul Băncii Europene de Investiții (1975) |                                                                |
| 1      | ME         | Versiunile consolidate ale Tratatului privind Uniunea Europeană (TUE sau Tratatul de la Maastricht) și ale Tratatului privind funcționarea Uniunii Europene (TFUE) (2016) |                                                                |
| 2      | A          | Acorduri cu state terțe sau organizații internaționale |                                                                |
| 2      | D          | Acte ale organismelor create prin acorduri internaționale |                                                                |
| 2      | P          | Acte ale organismelor parlamentare create prin acorduri internaționale |                                                                |
| 2      | X          | Alte acte |                                                                |
| 3      | E          | PESC: poziții comune; acțiuni comune; strategii comune (titlul V din Tratatul UE, în versiunea anterioară Tratatului de la Lisabona) |                                                                |
| 3      | F          | Cooperare polițienească și judiciară în domeniul penal (titlul VI din Tratatul UE, în versiunea anterioară Tratatului de la Lisabona) |                                                                |
| 3      | R          | Regulamente |                                                                |
| 3      | L          | Directive |                                                                |
| 3      | D          | Decizii (cu sau fără destinatar) |                                                                |
| 3      | S          | Decizii de interes general CECO |                                                                |
| 3      | M          | Ne-opunerea la o concentrare notificată |                                                                |
| 3      | J          | Ne-opunerea la o acțiune comună notificată |                                                                |
| 3      | B          | Buget |                                                                |
| 3      | K          | Recomandări CECO |                                                                |
| 3      | O          | Orientări BCE |                                                                |
| 3      | H          | Recomandări |                                                                |
| 3      | A          | Aviz |                                                                |
| 3      | G          | Rezoluții |                                                                |
| 3      | C          | Declarații |                                                                |
| 3      | Q          | Dispoziții instituționale: reguli de procedură; acorduri interne |                                                                |
| 3      | X          | Alte documente publicate în JO L (sau înainte de 1967) |                                                                |
| 3      | Y          | Alte documente publicate în JO C |                                                                |
| 4      | A          | Acorduri între state membre |                                                                |
| 4      | D          | Decizii ale reprezentanților guvernelor statelor membre |                                                                |
| 4      | X          | Alte acte publicate în JO L |                                                                |
| 4      | Y          | Alte acte publicate în JO C |                                                                |
| 4      | Z          | Legislație complementară |                                                                |
| 5      | AG         | Poziții și expuneri de motive (Consiliu) | Consiliu și State Membre                                       |
| 5      | KG         | Consiliu – avize conforme (Tratatul CECO) | Consiliu și State Membre                                       |
| 5      | IG         | State membre – inițiative | Consiliu și State Membre                                       |
| 5      | XG         | Alt act al Consiliului sau al statelor membre | Consiliu și State Membre                                       |
| 5      | PC         | COM – propuneri legislative | Comisia Europeană                                              |
| 5      | DC         | Alte documente COM (cărți verzi, cărți albe, comunicări, rapoarte etc.) | Comisia Europeană                                              |
| 5      | JC         | Documente JOIN | Comisia Europeană                                              |
| 5      | SC         | Documente SEC și SWD | Comisia Europeană                                              |
| 5      | EC         | Propuneri de versiuni codificate de regulamente | Comisia Europeană                                              |
| 5      | FC         | Propuneri de versiuni codificate de directive | Comisia Europeană                                              |
| 5      | GC         | Propuneri de versiuni codificate de decizii | Comisia Europeană                                              |
| 5      | M          | Documente privind controlul concentrărilor economice | Comisia Europeană                                              |
| 5      | A          | Antitrust | Comisia Europeană                                              |
| 5      | AS         | Ajutoare de stat | Comisia Europeană                                              |
| 5      | DMA        | Regulamentul privind piețele digitale | Comisia Europeană                                              |
| 5      | DSA        | Regulamentul privind serviciile digitale | Comisia Europeană                                              |
| 5      | XC         | Alte acte ale Comisiei | Comisia Europeană                                              |
| 5      | AP         | Rezoluții legislative ale PE | Parlamentul European                                           |
| 5      | BP         | Buget (PE) | Parlamentul European                                           |
| 5      | IP         | Alte rezoluții și declarații ale PE | Parlamentul European                                           |
| 5      | DP         | Decizii interne ale PE | Parlamentul European                                           |
| 5      | XP         | Alte acte ale PE | Parlamentul European                                           |
| 5      | AA         | Aviz al CC | Curtea de Conturi Europeană                                    |
| 5      | TA         | Raport al CC | Curtea de Conturi Europeană                                    |
| 5      | SA         | Raport special al CC | Curtea de Conturi Europeană                                    |
| 5      | XA         | Alt act al Curții de Conturi | Curtea de Conturi Europeană                                    |
| 5      | AB         | Aviz al BCE | Banca Centrală Europeană                                       |
| 5      | HB         | Recomandare a BCE | Banca Centrală Europeană                                       |
| 5      | XB         | Alte acte ale BCE | Banca Centrală Europeană                                       |
| 5      | AE         | Aviz la consultare al CESE | Comitetul Economic și Social European                          |
| 5      | IE         | Avize din proprie inițiativă (CESE) | Comitetul Economic și Social European                          |
| 5      | AC         | Aviz al CESE (până în 2000 utilizat pentru aviz la consultare și alt aviz) | Comitetul Economic și Social European                          |
| 5      | XE         | Alt act al CESE | Comitetul Economic și Social European                          |
| 5      | AR         | Aviz la consultare al CR | Comitetul European al Regiunilor                               |
| 5      | IR         | Alte avize ale CoR | Comitetul European al Regiunilor                               |
| 5      | XR         | Alte acte ale CR | Comitetul European al Regiunilor                               |
| 5      | AK         | Avizul Comitetului consultativ CECO | Comitetul CECO                                                 |
| 5      | XK         | Alt act al Comitetului CECO | Comitetul CECO                                                 |
| 5      | XX         | Alte documente | Alte organisme                                                 |
| 6      | CJ         | Hotărâre | Curtea de Justiție                                             |
| 6      | CO         | Ordonanță | Curtea de Justiție                                             |
| 6      | CC         | Concluziile avocatului general | Curtea de Justiție                                             |
| 6      | CS         | Poprire | Curtea de Justiție                                             |
| 6      | CT         | Terță opoziție | Curtea de Justiție                                             |
| 6      | CV         | Aviz | Curtea de Justiție                                             |
| 6      | CX         | Deliberare | Curtea de Justiție                                             |
| 6      | CD         | Decizie | Curtea de Justiție                                             |
| 6      | CP         | Luare de poziție | Curtea de Justiție                                             |
| 6      | CN         | Comunicare cauză nouă | Curtea de Justiție                                             |
| 6      | CA         | Comunicare hotărâre | Curtea de Justiție                                             |
| 6      | CB         | Comunicare ordonanață | Curtea de Justiție                                             |
| 6      | CU         | Comunicare cerere de aviz | Curtea de Justiție                                             |
| 6      | CG         | Comunicare: aviz | Curtea de Justiție                                             |
| 6      | TJ         | Hotărâre | Tribunalul (înainte de Lisabona: Tribunalul de Primă Instanță) |
| 6      | TO         | Ordonanță | Tribunalul (înainte de Lisabona: Tribunalul de Primă Instanță) |
| 6      | TC         | Concluziile avocatului general | Tribunalul (înainte de Lisabona: Tribunalul de Primă Instanță) |
| 6      | TT         | Terță opoziție | Tribunalul (înainte de Lisabona: Tribunalul de Primă Instanță) |
| 6      | TN         | Comunicare cauză nouă | Tribunalul (înainte de Lisabona: Tribunalul de Primă Instanță) |
| 6      | TA         | Comunicare hotărâre | Tribunalul (înainte de Lisabona: Tribunalul de Primă Instanță) |
| 6      | TB         | Comunicare ordonanață | Tribunalul (înainte de Lisabona: Tribunalul de Primă Instanță) |
| 6      | FJ         | Hotărâre | Tribunalul Funcției Publice                                    |
| 6      | FO         | Ordonanță | Tribunalul Funcției Publice                                    |
| 6      | FT         | Terță opoziție | Tribunalul Funcției Publice                                    |
| 6      | FN         | Comunicare cauză nouă | Tribunalul Funcției Publice                                    |
| 6      | FA         | Comunicare hotărâre | Tribunalul Funcției Publice                                    |
| 6      | FB         | Comunicare ordonanață | Tribunalul Funcției Publice                                    |
| 7      | L          | Măsuri naționale de transpunere a directivelor |                                                                |
| 7      | F          | Măsuri naționale de transpunere a deciziilor-cadru |                                                                |
| 8      | BE         | | Belgia                                                         |
| 8      | BG         | Bulgaria |                                                                |
| 8      | CZ         | Republica Cehă |                                                                |
| 8      | DK         | Danemarca |                                                                |
| 8      | DE         | Germania |                                                                |
| 8      | EE         | | Estonia                                                        |
| 8      | IE         | Irlanda |                                                                |
| 8      | EL         | Grecia |                                                                |
| 8      | ES         | Spania |                                                                |
| 8      | FR         | Franța |                                                                |
| 8      | HR         | | Croația                                                        |
| 8      | IT         | Italia |                                                                |
| 8      | CY         | Cipru |                                                                |
| 8      | LV         | Letonia |                                                                |
| 8      | LT         | Lituania |                                                                |
| 8      | LU         | | Luxemburg                                                      |
| 8      | HU         | Ungaria |                                                                |
| 8      | MT         | Malta |                                                                |
| 8      | NL         | Țările de Jos |                                                                |
| 8      | AT         | Austria |                                                                |
| 8      | PL         | | Polonia                                                        |
| 8      | PT         | Portugalia |                                                                |
| 8      | RO         | România |                                                                |
| 8      | SI         | Slovenia |                                                                |
| 8      | SK         | Slovacia |                                                                |
| 8      | FI         | | Finlanda                                                       |
| 8      | SE         | Suedia |                                                                |
| 8      | UK         | Regatul Unit |                                                                |
| 8      | CH         | Elveția |                                                                |
| 8      | IS         | Islanda |                                                                |
| 8      | NO         | | Norvegia                                                       |
| 8      | XX         | Alte țări, Curtea de Justiție a AELS, Curtea Europeană a Drepturilor Omului |                                                                |
| 9      | E          | Întrebare scrisă |                                                                |
| 9      | H          | Întrebare adresată la momentul întrebărilor |                                                                |
| 9      | O          | Întrebare orală |                                                                |
| 0      |            | Texte consolidate: documente neoficiale care integrează actele juridice împreună cu modificările și rectificările aferente |                                                                |
| C      | Fără       | Alte documente publicate în Jurnalul Oficial seria C |                                                                |
| E      | A          | Acorduri între statele membre ale AELS |                                                                |
| E      | C          | Act al Autorității de Supraveghere a AELS |                                                                |
| E      | G          | Act al Comitetului permanent al AELS |                                                                |
| E      | J          | Decizie, ordonanță, aviz consultativ al Curții de justiție a AELS |                                                                |
| E      | P          | Cauze aflate pe rolul Curții de Justiție a AELS |                                                                |
| E      | X          | Informări și comunicări |                                                                |
| E      | O          | Alt act |                                                                |